# Inscut
Inscut București este o companie cu activități în domeniul construcțiilor și al vânzării de utilaje pentru construcții din România.
În mai 2008, compania a fost preluată de grupul Aktor Tehnical Societe Anonyme.
Cifra de afaceri în 2006: 8,2 milioane euro (29 milioane lei)